# Кастель-дель-Монте (коммуна)
Кастель-дель-Монте (итал. Castel del Monte) — коммуна в Италии, располагается в регионе Абруццо, в провинции Л’Акуила, в самом сердце горной страны Гран-Сассо.

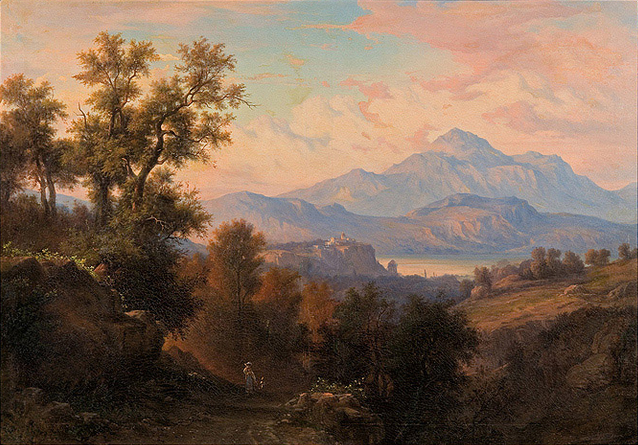
Кастель-дель-Монте на картине Альберта Жамета 1861 года

Население составляет 480 человек (2008 г.), плотность населения составляет 8 чел./км². Занимает площадь 58 км². Почтовый индекс — 67023. Телефонный код — 0862.
Покровителем коммуны почитается святой Донат, празднование 7 августа.

## В кино
В Кастель-дель-Монте и его окрестностях разворачивается основное действие фильма «Американец»  (англ. The American, 2010). В фильме много  живописных панорам, видов улочек, площадей и садов городка.

## Администрация коммуны
- Официальный сайт: